# Espenel
Espenel település Franciaországban, Drôme megyében. Lakosainak száma 189 fő (2022. január 1.). Espenel Aurel, Chastel-Arnaud, Saint-Benoit-en-Diois, Vercheny és Saillans községekkel határos.

## Népesség
A település népességének változása:
| Lakosok száma | 108  | 96   | 112  | 119  | 147  | 162  | 172  | 179  | 179  | 189  |
|               | 1968 | 1982 | 1990 | 2006 | 2013 | 2015 | 2017 | 2019 | 2020 | 2022 |